# Chandler Catanzaro
Chandler Catanzaro (* 26. Februar 1991 in Simpsonville, South Carolina) ist ein ehemaliger US-amerikanischer American-Football-Spieler auf der Position des Kickers. Er spielte in der National Football League (NFL) für die Arizona Cardinals, die New York Jets, die Tampa Bay Buccaneers und die Carolina Panthers.

## Frühe Jahre
Catanzaro ging auf die Christ Church Episcopal High School in Greenville, South Carolina. Später ging er auf die Clemson University, an der er in den letzten beiden Jahren für die Collegefootballmannschaft, die Clemson Tigers, jeweils nur ein Field Goal verschoss.

## NFL
Im Mai 2014 unterschrieb er einen Vertrag bei den Arizona Cardinals. Hier setzte er sich vor der Saison gegen Jay Feely durch. Am 8. September 2014 absolvierte Catanzaro sein Debüt beim Spiel gegen die San Diego Chargers, wo er zwei Field Goals erzielte. Eine Woche später, im Spiel gegen die New York Giants, schoss er vier Field Goals. Am 21. September 2014 schoss er ein 51-Yard-Field-Goal, was einen Rekord für einen Rookie bei den Arizona Cardinals darstellt. Am 26. Oktober 2014 schoss er sein 16. Field Goal hintereinander, ein NFL-Rekord für einen Rookie. Diese Serie baute er auf 17 aus. Bis zum Ende der Saison erzielte er 29 Field Goals. Am 4. Oktober 2015 schoss er beim Spiel gegen die St. Louis Rams fünf Field Goals in einem Spiel. Am 25. September 2016 erzielte er ein 60-Yard-Field Goal gegen die Buffalo Bills, was sein bisheriger Rekord ist.
Im März 2018 schloss er sich den Tampa Bay Buccaneers an. Im Spiel gegen die Cleveland Browns am 21. Oktober 2018 konnte er den Sieg mit einem 59-Yard-Field Goal sichern. Damit gelang ihm das längste Field Goal in der Overtime, das jemals in der NFL-Geschichte erzielt worden ist. Dennoch wurde er am 12. November 2018 von den Buccaneers freigestellt. Dem vorausgegangen waren zwei vergebene Field Goals im Spiel gegen die Washington Redskins, das die Buccaneers trotz erzielten Raumgewinns von 501 Yards in der Offensive mit 3:16 verloren.
Nur wenige Tage später verpflichteten die Carolina Panthers Catanzaro für ihren am Knie verletzten Stammkicker Graham Gano.
Am 15. März 2019 gaben die New York Jets die Rückkehr Catanzaros in ihr Team bekannt. Nachdem er im ersten Spiel der Preseason zwei von drei Extrapunkten verschossen hatte, erklärte Catanzaro seinen Rücktritt.